# TyDi
tyDi, pseudonimo di Tyson Illingworth (Brisbane, 3 marzo 1987), è un disc-jockey australiano.

## Biografia
Appassionato fin da giovane alla musica dance, da giovane vince una competizione, la Brisbane DJ Wars. La sua attività da professionista inizia però nel 2007, quando inizia a eseguire remix delle canzoni uscite in quel periodo, e pubblica per la Trancetribe Recordings il suo primo EP Never Seems So/Starcrossed, che sarà seguito nel 2008 dal secondo, Hide/Closer Than my Breath. Tra il 2008 e il 2009 pubblica numerosissimi singoli, anche in collaborazione con altri artisti, mentre nel 2009 pubblica il suo primo album, Look Closer, per la EQ Records e la Stomp Records.

## Discografia

### Album
- 2009 -  " Look Closer " (EQ Records, Stomp Records)
- 2011 - " Shooting stars " (Armada)

### EP
- 2007 - Never Seems So/Starcrossed (Trancetribe Recordings)
- 2008 - Hide/Closer Than my Breath (AVA Recordings)

### Singoli
- 2008 - Mind Games (Mazeman Italy)
- 2008 - Never seems so/StarcrosseD (Trancetribe Recordings)
- 2008 - Russia (Armada Music)
- 2008 - Fool (Armada Music)
- 2008 - Under the Stars (Armada Music)
- 2008 - Familiar Streets (Mixology Digital)
- 2008 - Kopi Susu (Armada Music)
- 2008 - Meet Me in Kyoto (Armada Music)
- 2009 - Somehow (feat. Dennis Sheperd feat. Marcie) (Armada Music)
- 2009 - I come running (Armada Music)
- 2009 - You Walk Away (feat. Audrey Gallagher) (Armada Music)
- 2009 - Is It Cold (Armada Music)
- 2009 - Foolish (EQ Recordings)
- 2010 - Half light (Armada Music)
- 2010 - Calling (Armada Music)
- 2010 - Vanilla (Armada Music)
- 2010 - Good dream (Armada Music)

### Remix eseguiti
- 2007 - Amazing (Andy Hunter feat. Christine Glass) (EMI Records)
- 2008 - D:Folt - I Come Running (Armada Music)
- 2009 - Fine Print di Nadia Ali
- 2009 - Take Me Away di 4 Strings
- 2009 - Long Distance (Generationext) di Adam K & Soha
- 2009 - L.E.D. There Be Light di Rank 1 con Trent McDermott (High Contrast Recordings)
- 2009 - Forward Motion di Yamin feat. Marcie (Motion Music)